# Ваньшины
 Ваньшины — деревня в Кировской области. Входит в состав муниципального образования «Город Киров»

## География
Расположена на расстоянии примерно 10 км по прямой на запад-юго-запад от железнодорожного вокзала станции Киров.

## История
Известна с 1710 года как деревня Хлынова города церкви Стретения Господня с 1 двором, в 1764 (Стретения Господня Подгородняя) 30 жителей,  в 1802 (Стретения Господня) 5 дворов. В 1873 здесь (деревня Стретенская 2-я или Ваньшины) дворов 4 и жителей 25, в 1905 5 и 30, в 1926 (Ваньшины или Стретенская 2-я) 6 и 36, в 1950 (Ваншины) 10 и 24, в 1989 8 жителей. Настоящее название утвердилось с 1978 года. Административно подчиняется Ленинскому району города Киров.

## Население
Постоянное население составляло 7 человек (русские 100%) в 2002 году, 18 в 2010.